# Église Saint-Louis-des-Français de Moscou
Pour les articles homonymes, voir Église Saint-Louis-des-Français.
 (mai 2023).
Si vous disposez d'ouvrages ou d'articles de référence ou si vous connaissez des sites web de qualité traitant du thème abordé ici, merci de compléter l'article en donnant les références utiles à sa vérifiabilité et en les liant à la section « Notes et références ».
L’église Saint-Louis-des-Français de Moscou (церковь Святого Людовика Французского в Москве en russe) est une église catholique située dans le quartier de la Loubianka, au centre de Moscou. L'église appartient à la paroisse française du même nom qui est à l'origine de sa construction.

## Construction

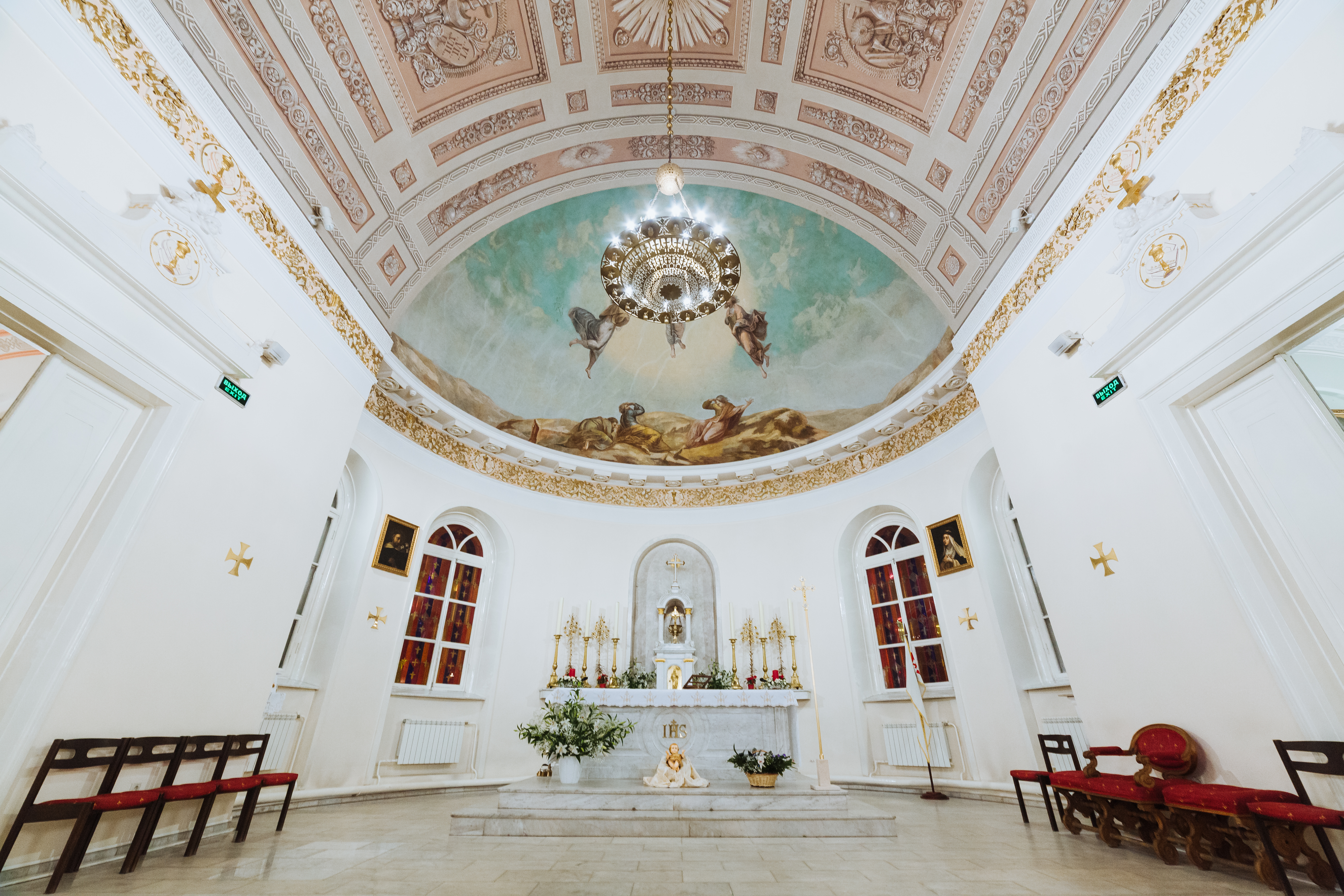
L'intérieur.

Par un accord conclu avec la France le 31 décembre 1786, les Français vivant en Russie reçoivent l’autorisation d’ouvrir leurs églises : une liberté totale de confession est accordée aux sujets français en Russie, et en vertu de la tolérance parfaite qui est octroyée à toutes les religions, ils peuvent accomplir librement les devoirs de leur religion, célébrer les offices selon leur rite aussi bien dans leurs maisons que dans leurs églises, sans jamais rencontrer pour cela aucune difficulté.
Au lendemain de la prise de la Bastille à Paris, le vice-consul de France à Moscou, Monsieur Condert de Bosse, demande à l’impératrice la permission de construire une église française à Moscou. La paroisse Saint-Louis-des-Français à Moscou fut érigée par Catherine II en 1789 par un décret adressé au général Eropkine, commandant en chef à Moscou et chargé des questions religieuses. L’autorisation de construire est accordée le 5 décembre 1789 sur un terrain situé en plein cœur de Moscou dans le faubourg allemand.
En attendant que soient réunis les fonds suffisants pour élever l’église, les Français célèbrent leurs offices dans la maison du vice-consul. Ce n’est qu’au début des années 1830 que l’église actuelle est élevée. Le 24 novembre 1835, l’église française de Saint-Louis est consacrée par le vice-doyen de Moscou, Mgr Igor Motchoulevski, en présence «de toutes les autorités de la ville».
La paroisse comprend une communauté de 2 700 francophones catholiques en 1917.

## Histoire

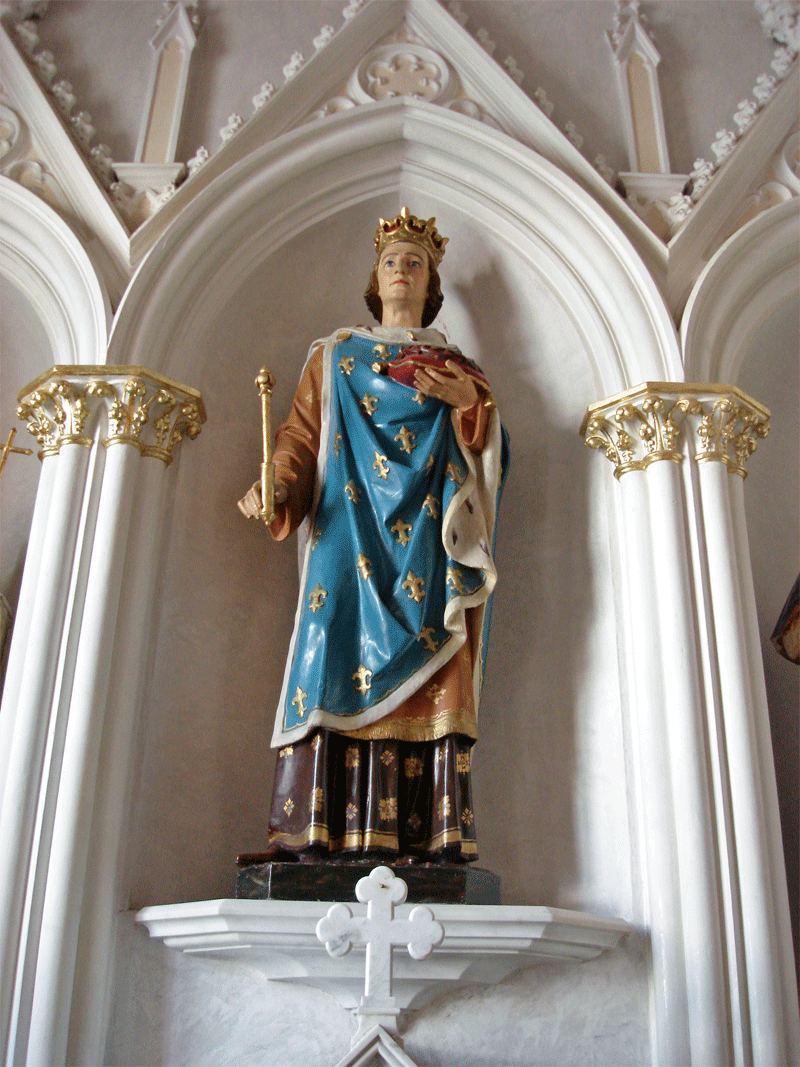
Statue de Saint Louis.

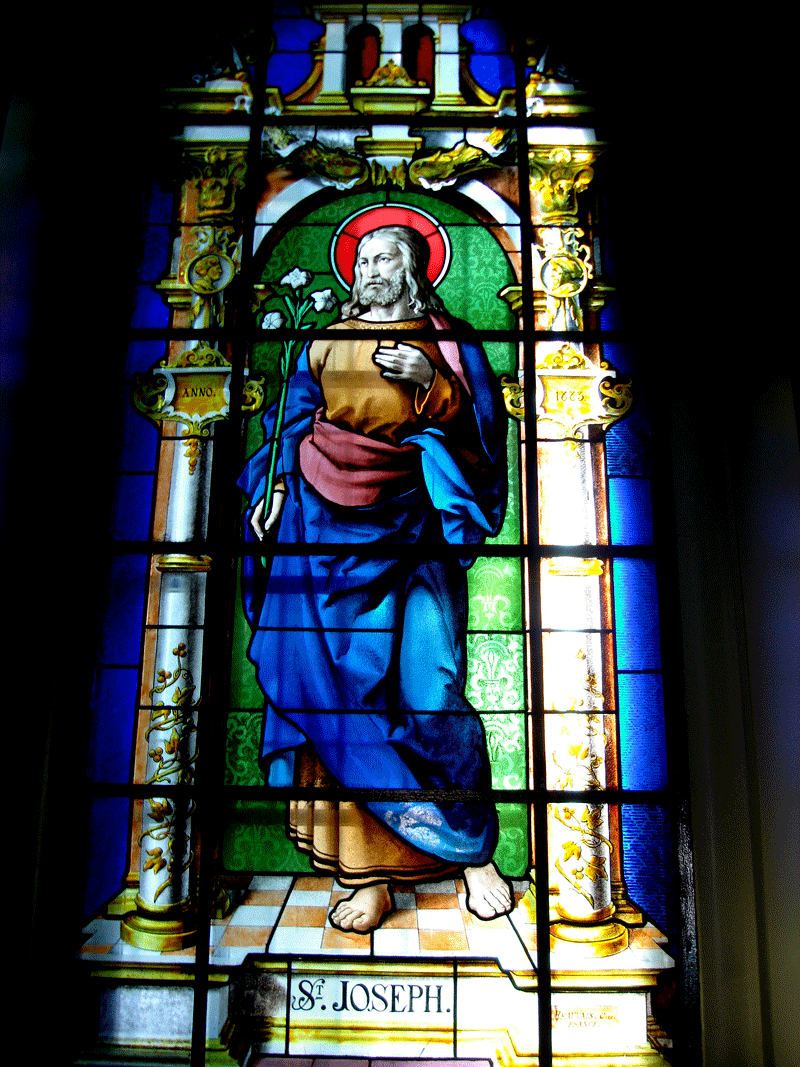
Vitrail Saint Joseph (daté de 1883, fait à Paris).

Après la Révolution d’Octobre, la plupart des églises de Moscou sont fermées ou détruites. Monseigneur Vidal, curé de Saint-Louis de 1913 à 1920, raconte dans son livre («À Moscou durant le premier triennat») ce que fut la révolution pour l’église, le curé et les paroissiens.
L’église de Saint-Louis-des-Français reste l’une des seules églises à Moscou à pouvoir exercer le culte sous les auspices d’un très encombrant voisin – la Tchéka (ancêtre du KGB). Elle bénéficie cependant d’un traitement de faveur : le curé n’a pas à remettre au commissaire du peuple les sceaux, les tampons et les timbres blancs qui authentifient les actes de baptême, de mariage et de décès des paroissiens : d’autre part, il ne semble pas que l’ouverture des reliques, ordonnée par Lénine en 1922, pour dénoncer ce qu’il appelait la supercherie du clergé trompant les croyants par la vénération du corps des saints prétendument incorruptibles, ait provoqué d’incidents à Saint-Louis.
Néanmoins, depuis le départ de Monseigneur Vidal en 1922, Saint-Louis n’a plus de desservant régulier. Il n’y a plus, pour assurer le culte catholique à Moscou, que deux prêtres ne comprenant que le polonais et le russe, et devant pourvoir aux besoins spirituels de 25 000 à 30 000 catholiques, aussi bien de langues française, allemande ou italienne que de langues russe ou polonaise.
Plusieurs fois, les soviets veulent fermer Saint-Louis malgré le dévouement parfois héroïque des paroissiens. Après le décret sur la saisie des biens précieux en Russie pour secourir les affamés, en avril 1922, le métropolite Antonin ordonne qu’on enlève les vases sacrés de l’église de Saint-Louis. Cette ordonnance ne trouve pas d’écho chez les paroissiens qui réunissent l’argent nécessaire pour éviter le sacrilège.
L’église Saint-Louis-des-Français devient, dans les années 1920, le foyer vivant de l’Église catholique de toute la Russie. Son curé aide les prêtres des paroisses et les administrateurs apostoliques qui exercent leur ministère dans des conditions difficiles, sans revues ni livres, ni ouvrage de théologie. Après la vague de reconnaissances diplomatiques de 1924 et l’arrivée d’un curé français, Saint-Louis s’impose comme l’église du corps diplomatique.
Lorsque le Père Neveu arrive à Moscou en 1924, Staline occupe le poste de secrétaire général du parti, et la politique religieuse est son domaine réservé. Le « petit père du peuple » organise des mascarades blasphématoires et apporte son soutien aux athées militants.
L'Église en Russie devient de plus en plus seule après l’accord passé entre les soviets et le métropolite Serge, le 29 juillet 1927. Elle ne peut compter que sur elle-même et rentre dans la clandestinité. Des nombreux pères, des évêques (au nombre de quatre) sont secrètement consacrés en l’église Saint-Louis lors des visites du jésuite Michel d'Herbigny, évêque clandestinement envoyé par le pape Pie XI.

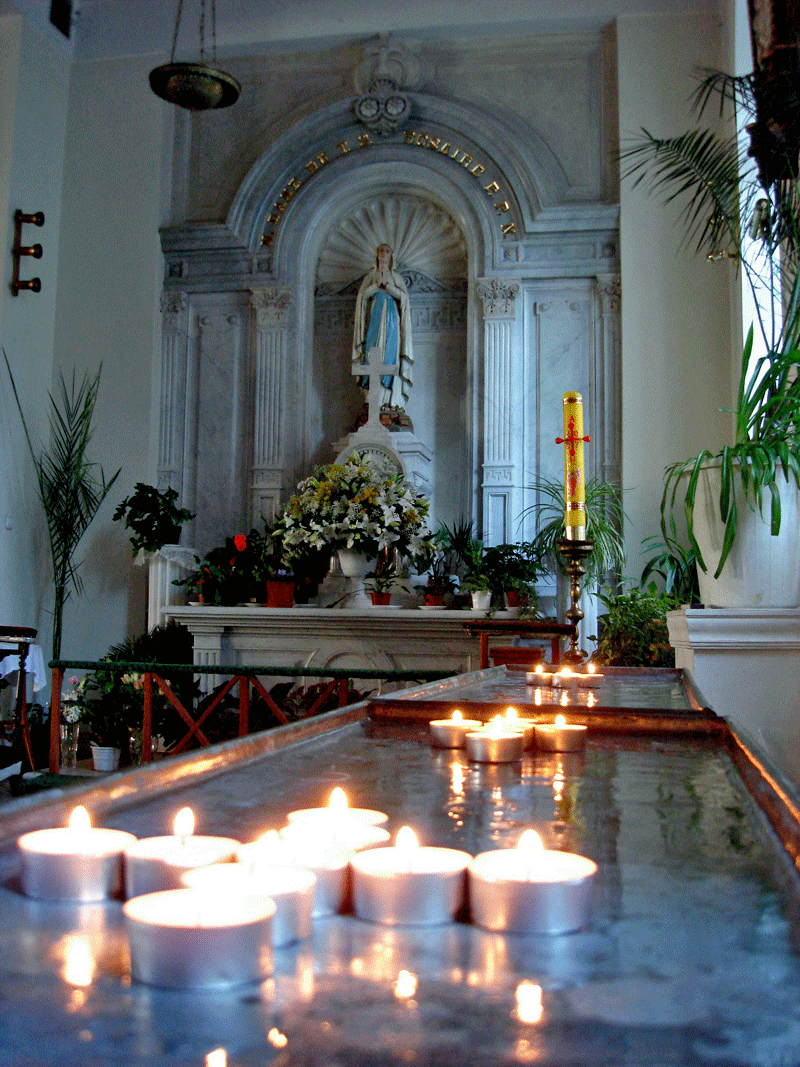
Autel Notre-Dame de Lourdes.

La vie de Monseigneur Neveu, évêque de toutes les Russies, est un vrai calvaire. Il est constamment suivi. Bientôt tous les membres du clergé sont déportés, exilés ou fusillés. En même temps que la collectivisation se poursuit au prix de dix millions de victimes, la police participe à des rafles, à l’expropriation des dernières maisons et monte des procès truqués contre les prêtres catholiques et les fidèles, comme Mère Catherine Abrikossova ou Camilla Krouchelnitskaïa. Il en est de même chez les orthodoxes et les protestants.
Les grandes purges continuent à martyriser les prêtres et les fidèles. Après le départ en 1950 du père Jean de Matha Thomas, dernier curé de la période stalinienne, la charge de la paroisse fut prise par des prêtres soviétiques originaires des pays baltes, soumis à la surveillance du Conseil pour les affaires religieuses jusqu’en 1990.
Depuis la révolution de 1991, l’église est remise à la disposition de la paroisse française. Un nouveau curé, le père Bernard Le Léannec, y est nommé après la restauration de la hiérarchie catholique en Russie. L’église Saint-Louis-des-Français est le symbole du catholicisme en Russie, de la liberté et de la tolérance religieuse. Elle fut visitée successivement par le général de Gaulle en 1944 et le 3 décembre 1964, Konrad Adenauer, les présidents Lech Wałęsa et Jacques Chirac, et d’autres personnalités politiques et religieuses. Mère Teresa a visité l'église en 1987, lors de sa visite en URSS,.